# Akamboja monteirorum
Akamboja monteirorum is een keversoort uit de familie Phengodidae. De wetenschappelijke naam van de soort is voor het eerst geldig gepubliceerd in 2017 door Roza, Quintino, Mermudes en Silveira.